# Otto Magnus Wolffelt
Otto Magnus Wolffelt, född i maj 1663, död 4 januari 1743, var en svensk landshövding.

## Bana
Wolffelt blev förare vid Tavastehus regemente 12 september 1678 och sergeant 7 augusti 1680, fältväbel i april 1681 och fänrik 17 augusti 1683, löjtnant 2 december 1689 och kapten vid De la Gardies estländska regemente 24 februari 1700, major 3 april 1702, överstelöjtnant och kommendant på Ösel 20 juli 1710, interimsöverstelöjtnant vid Älvsborgs regemente 4 juli 1716, överstelöjtnant vid Upplands regemente 16 juli samma år och överste i armén 1718. 
Han blev chef för Upplands regemente 1730.
Den 13 september 1737 blev han landshövding i Stockholms län.

## Familj
Otto Magnus Wolffelt var son till kaptenen Henrik Didriksson Wolffelt och Gertrud Koskull.
Han gifte sig första gången med Helena Nassokin, dotter till kaptenen Fromhold Reinhold Nassokin och Christina Svärdfelt, andra gången med Elisabeth Adlerhjelm, dotter till assessorn i Svea hovrätt Johan Adlerhjelm och Brita Klerk, tredje gången med Helena Clerck, dotter till kungliga rådet friherre Hans Clerck och dennes senare fru Anna Bure.